# Mesacanthoides caputmedusae
Mesacanthoides caputmedusae är en rundmaskart som först beskrevs av E. Ditlevsen 1918.  Mesacanthoides caputmedusae ingår i släktet Mesacanthoides och familjen Enoplidae. Inga underarter finns listade i Catalogue of Life.